# 게맛살

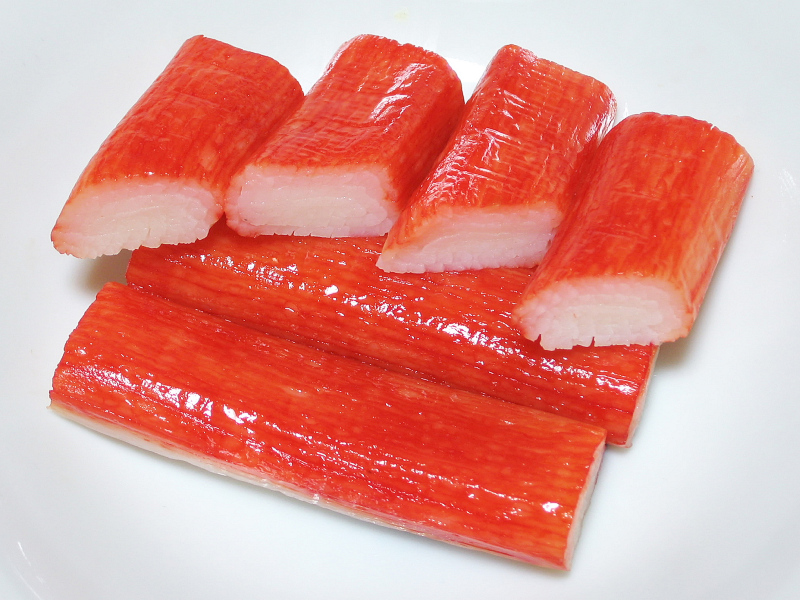
일반적인 게맛살

게맛살은 색상, 모양, 식감을 게의 살에 가깝게 만든 가공식품이다. 재료로는 주로 냉동 명태를 사용한다.
명태를 묵 상태의 연육으로 만든 뒤, 실처럼 뽑아 여러 결을 뭉쳐 압축하면 게살 모양이 나온다. 한국에서 게맛살은 샐러드·김밥·꼬치튀김 등 각종 요리 재료로 이용되고 있다.
1973년 일본에서 개발되었다.

## 첨가물
게맛살의 바깥층의 붉은 색은 식품 첨가물 식용 색소이다.
- 냉동어육
- 산도조절제
- 코치닐추출색소·L
- 글루타민산 나트륨
- 게향[1]

## 같이 보기
- 게살